# SCN2672T
O SCN2672T, Programmable Video Timing Controller, foi um microcontrolador DIP de 40 pinos produzido pela Signetics para uso em terminais de vídeo CRT, sistemas de processamento de texto e computadores domésticos. Podia endereçar até 16 KiB de RAM.